# Pierre Charles Petou-Desnoyers
Pierre Charles Petou-Desnoyers, né le 15 février 1764 à Fénétrange (Duché de Lorraine), mort le 17 juillet 1838 à Sivry-Courtry (Seine-et-Marne), est un général de brigade français du Premier Empire.

## États de service
Il participe à la bataille d'Austerlitz le 2 décembre 1805, de Friedland le 14 juin 1807, et aux campagnes d'Espagne et de Portugal.
Il est fait chevalier de la Légion d’honneur le 14 mars 1806 et il est créé chevalier de l’Empire le 19 janvier 1811.
Il est promu maréchal de camp lors de la première restauration le 15 août 1814. 
Il est fait Chevalier de Saint Louis le 5 novembre 1814.

## Dotations
- Le 19 mars 1808, dotation de 2 000 francs sur les biens réservés en Westphalie.

## Armoiries
| Armoiries | Nom du chevalier et blasonnement |
| --------- | --- |
|           | Chevalier Pierre Charles Petou-Desnoyers et de l'Empire, lettres patentes du 19 janvier 1811. D'argent au chevron du tiers de l'écu de gueules au signe des chevaliers légionnaires accompagné en chef de deux noyers de sinople fruités d'or et en pointe d'une épée en pal de sable - Livrées : les couleurs de l'écu, le verd en bordure seulement. |

## Sources
- « La noblesse d’Empire » [archive du 19 octobre 2014] (consulté le 18 septembre 2014)
- « Cote LH/2130/53 », base Léonore, ministère français de la Culture